# Disgenesia gonadica pura
La sindrome di Swyer, tecnicamente disgenesia gonadica pura, è una forma di ipogonadismo in soggetti con cariotipo 46,XY. Il soggetto presenta un aspetto femminile e dei genitali con aspetto esterno femminineo con "gonadi a striscia" (streak gonads) e, in mancanza di un trattamento, non entra in fase puberale. Le gonadi malformate sono di solito asportate chirurgicamente, in quanto presentano un rischio significativo di degenerazione neoplastica, e il trattamento d'elezione è rappresentato dalla terapia ormonale sostitutiva. La sindrome è intitolata all'endocrinologo londinese Gerald Swyer.

## Substrato genetico e definizione
Il termine "disgenesia gonadica pura" (PGD, Pure Gonadic Dysgenesis) è stato introdotto in opposizione alle disgenesie gonadiche correlate alla sindrome di Turner, in cui esiste una distinta aberrazione cromosomica, mentre nelle disgenesia pura il corredo cromosomico è di tipo 46,XX o 46,XY, con alterazioni geniche localizzate. La sindrome di Swyer è quindi nota anche come "PGD, 46, XY".
Le anomalie genetiche includono:
| Tipo                                                                                  | OMIM   | Gene    | Locus   |
| ------------------------------------------------------------------------------------- | ------ | ------- | ------- |
| Disgenesia gonadica 46,XY, completa, legata al gene SRY                               | 400044 | SRY     | Yp11.3  |
| Disgenesia gonadica 46,XY, completa o parziale, legata a DHH                          | 233420 | DHH     | 12q13.1 |
| Disgenesia gonadica 46,XY, completa o parziale, con o senza insufficienza surrenalica | 612965 | NR5A1   | 9q33    |
| Disgenesia gonadica 46,XY, completa, legata al gene CBX2                              | 613080 | CBX2    | 17q25   |
| Disgenesia gonadica 46,XY, completa o parziale, da delezione di 9p24.3                | 154230 | DMRT1/2 | 9p24.3  |

## Patogenesi
Il primo passaggio noto del differenziamento sessuale di un normale feto XY è lo sviluppo dei testicoli. I primi stadi della loro formazione nel secondo mese di gravidanza richiede l'azione di diversi geni, di cui SRY, la regione del cromosoma Y che determina il sesso, è uno dei più precoci e significativi. Mutazioni di SRY sono responsabili di molti casi di sindrome di Swyer.
Quando questo gene è difettivo, le gonadi indifferenziate non riescono a trasformarsi nei testicoli del feto XY. Senza testicoli, non vengono prodotti né testosterone né ormone antimulleriano (AMH): senza il primo, i dotti di Wolff non si sviluppano, di conseguenza non si formano gli organi genitali maschili interni, non viene prodotto diidrotestosterone e quindi non avviene la virilizzazione dei genitali esterni, che risultano femminili; senza AMH, i dotti di Müller si sviluppano in normali organi interni femminili. Nasce così un neonato in apparenza di genere femminile, normale sotto il profilo anatomico, ad eccezione della presenza di "gonadi a striscia" al posto di ovaie o testicoli. Dal momento che le ovaie non producono cambiamenti corporei importanti prima dell'adolescenza, di solito non c'è alcun sospetto di un difetto del sistema riproduttivo prima della mancata pubertà.

## Diagnosi
A causa dell'incapacità delle "gonadi a striscia" di produrre ormoni sessuali (maschili e femminili), la maggior parte dei caratteri sessuali secondari non si manifesta. Questo è particolarmente vero per gli effetti tipici dell'estrogeno quali sviluppo del seno, allargamento del bacino e dei fianchi, e ciclo mestruale. Siccome le ghiandole surrenali possono produrre una quantità limitata di androgeni e non sono affette dalla sindrome, la maggior parte dei soggetti sviluppa peli pubici, anche se perlopiù radi.
Un'indagine sulla pubertà mancata di solito porta a rilevare alti livelli di gonadotropine, il che indica che la ghiandola pituitaria sta trasmettendo il segnale per l'innesco della pubertà, a cui le gonadi non possono rispondere. I successivi accertamenti di solito includono un'analisi del cariotipo e una diagnostica per immagini della pelvi. Il cariotipo rivela cromosomi XY e l'imaging dimostra la presenza di un utero in mancanza di ovaie (le "gonadi a striscia" non sono in genere rilevabili dalle comuni tecniche di diagnostica per immagini). Anche se un cariotipo XY potrebbe indicare un soggetto con sindrome da insensibilità agli androgeni, la mancanza di ghiandole mammarie sviluppate, la presenza dell'utero e di peli pubici esclude la possibilità e permette la diagnosi di sindrome di Swyer.

## Terapia
Tipicamente, in seguito alla diagnosi, è prescritta la sommistrinazione di estrogeni e progesterone per lo sviluppo delle caratteristiche femminili.
L'estrogeno, spesso somministrato per via transdermica, permette lo sviluppo di seno e utero e l'insorgenza delle mestruazioni, mentre il progesterone, in genere somministrato in pillole, rende il ciclo mestruale regolare.
Le "gonadi a striscia" non possono produrre cellule uovo, perciò chi è affetto da questa sindrome non può concepire bambini. Tuttavia, una donna con utero funzionante può portare a termine una gravidanza in seguito all'impianto eterologo di un embrione da una cellula uovo fecondata di un'altra donna.
Le gonadi contenenti cellule con cromosomi Y presentano un alto rischio di degenerazione neoplastica, in particolare lo sviluppo di un gonadoblastoma, per questo vengono di norma rimosse chirurgicamente entro un anno dalla diagnosi, a fronte di un rischio elevato già in età infantile.